# Rábasebes
Rábasebes è un comune di 117 abitanti situato nella contea di Győr-Moson-Sopron, nell'Ungheria nordoccidentale.